# 4675 Ohboke
4675 Ohboke (1990 SD) là một tiểu hành tinh vành đai chính được phát hiện ngày 19 tháng 9 năm 1990 bởi T. Seki ở Geisei.